# 拱門 (倫敦)
拱門（Archway）是倫敦北部的一個地區，其中心是拱門站，屬於伊斯靈登倫敦自治市。拱門這一地名起源於拱門橋。這一地區最著名的酒吧是溫徹斯特酒吧。